# E263
E263 är en 280 km lång europaväg som går helt inom Estland.

## Sträckning
- Tallinn - Tartu - Luhamaa

## Standard
Vägen är landsväg hela sträckan, förutom en kort bit motortrafikled eller liknande närmast Tallinn.

## Anslutningar till andra europavägar
Den ansluter till E20, E67 och E77.

## Historik
Vägen beslutades i UNECE 2004 och infördes 2005 eller 2006.